# 三遊亭小とり
三遊亭 小とり（さんゆうてい ことり、1982年6月6日 - ）は、落語芸術協会に所属する落語家。本名∶下江 隆太。

## 来歴
2015年11月、三遊亭笑遊に入門。前座名は「あんぱん」。2016年2月下席、楽屋入り。
2020年3月下席、三遊亭花金と共に二ツ目昇進し「小とり」に改名。

## 人物
- 趣味は「3分で描く絵」。Twitterにも多数アップしている。